# Ceratogymna brevis
Ceratogymna brevis là một loài chim trong họ Bucerotidae.

## Hình ảnh

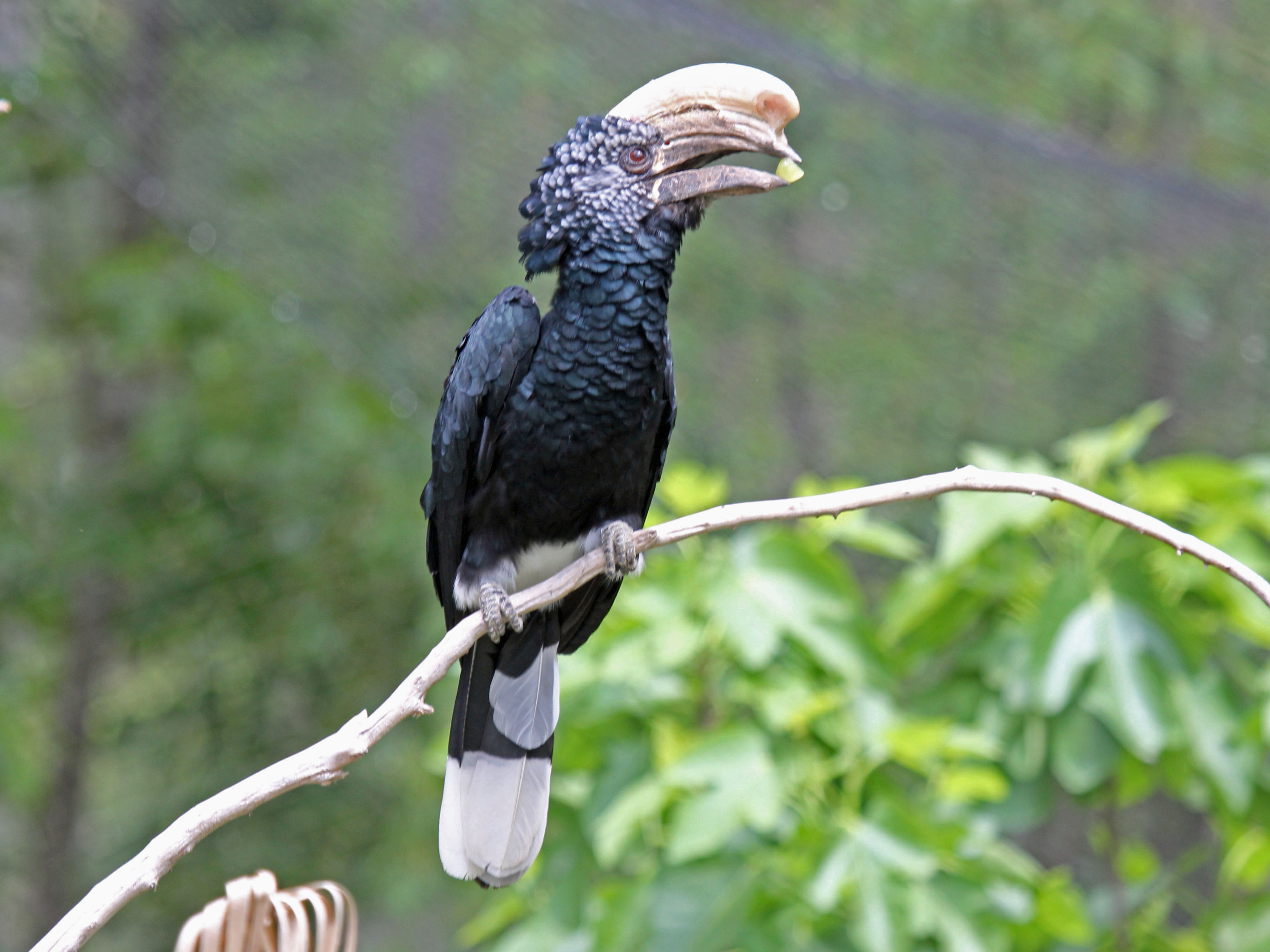
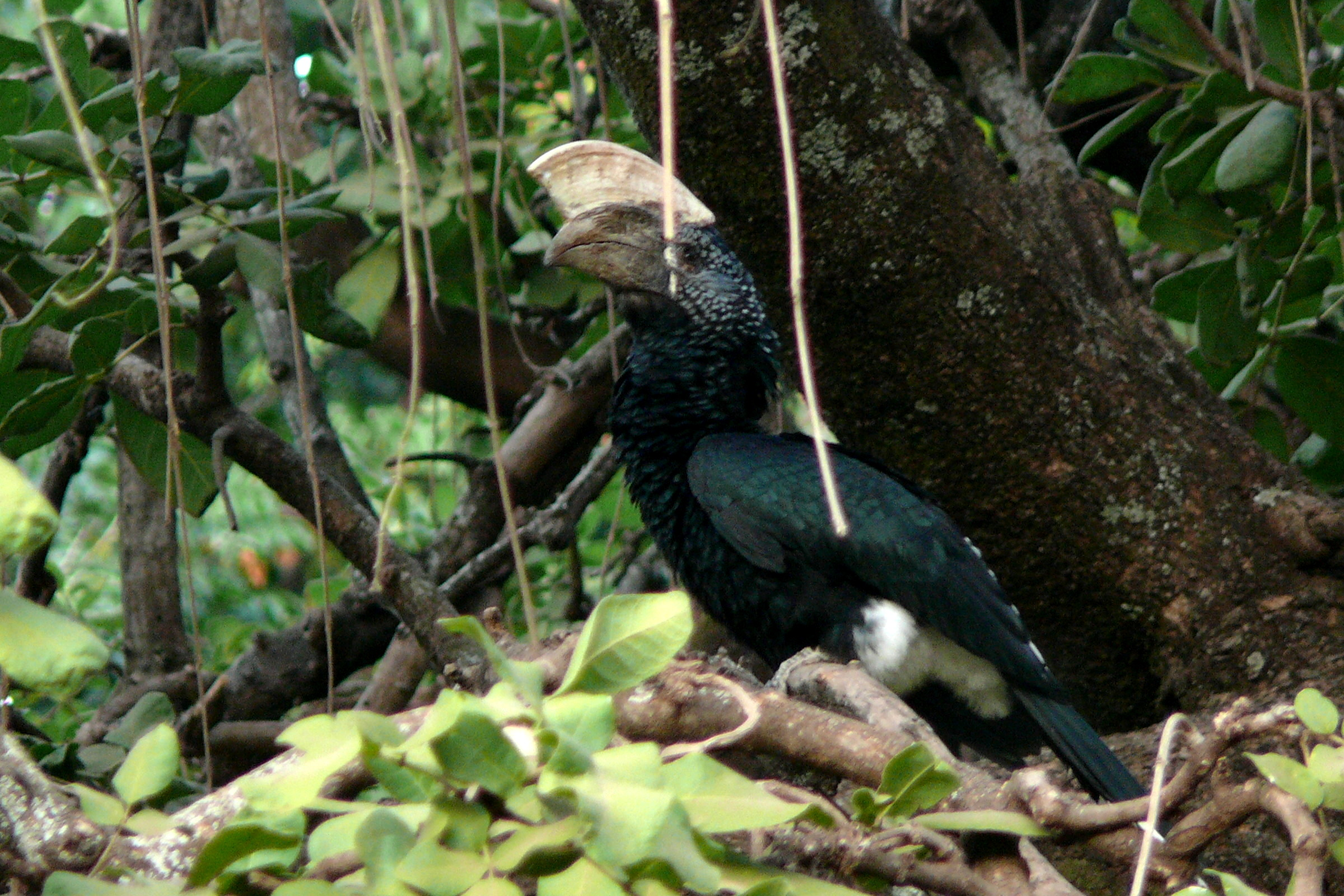
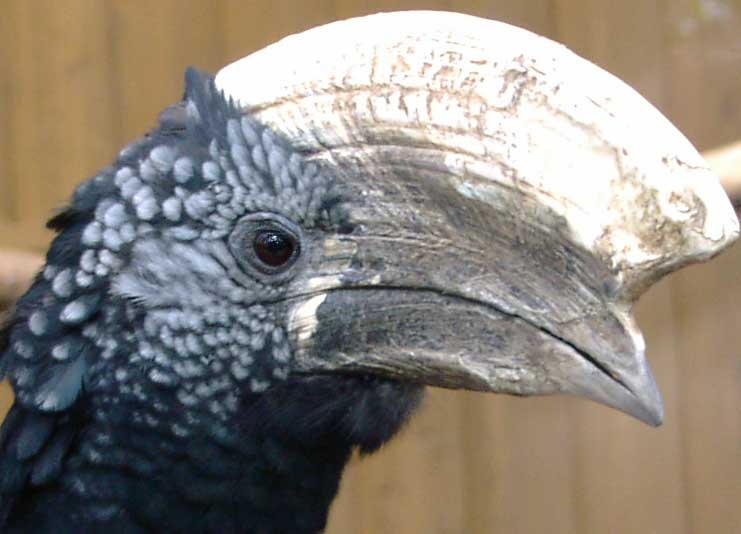
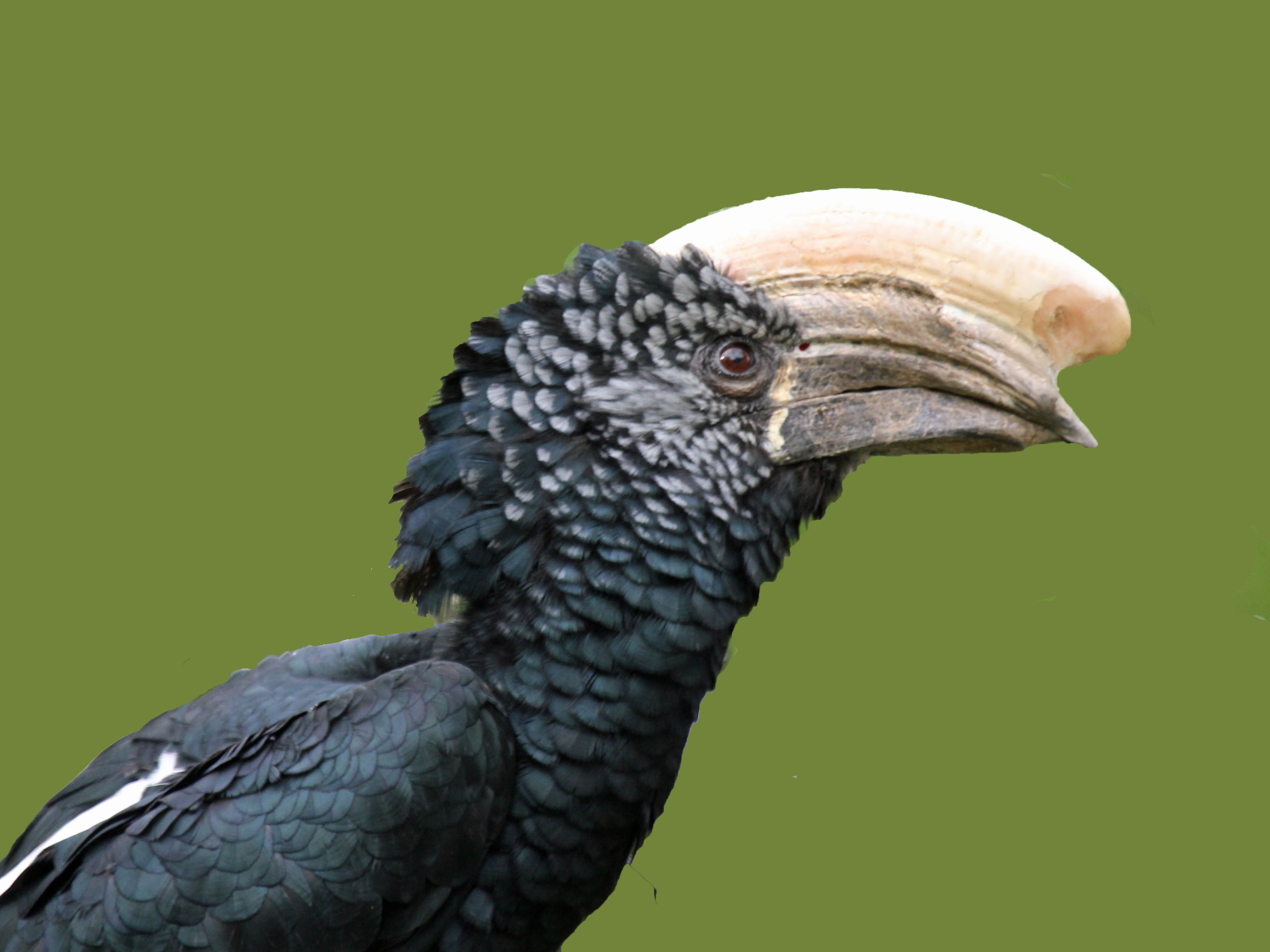
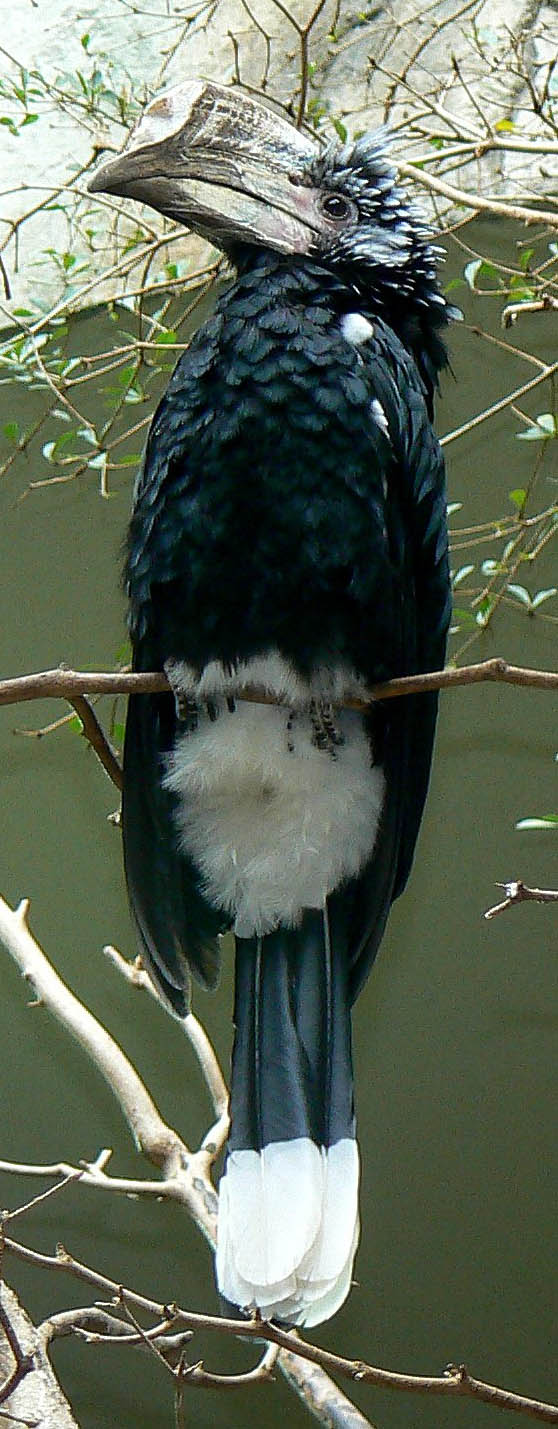
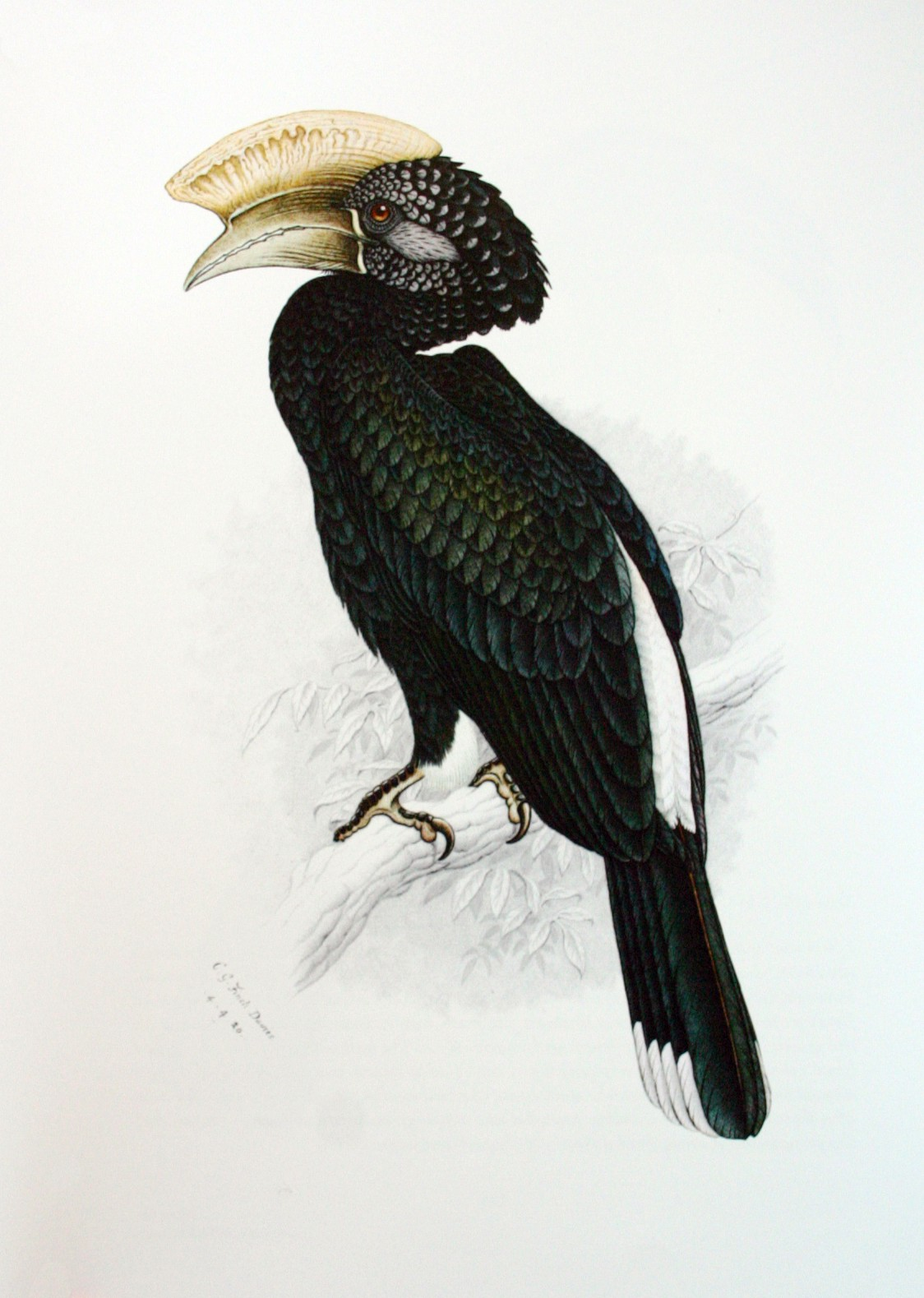